# Miguel Alcubierre

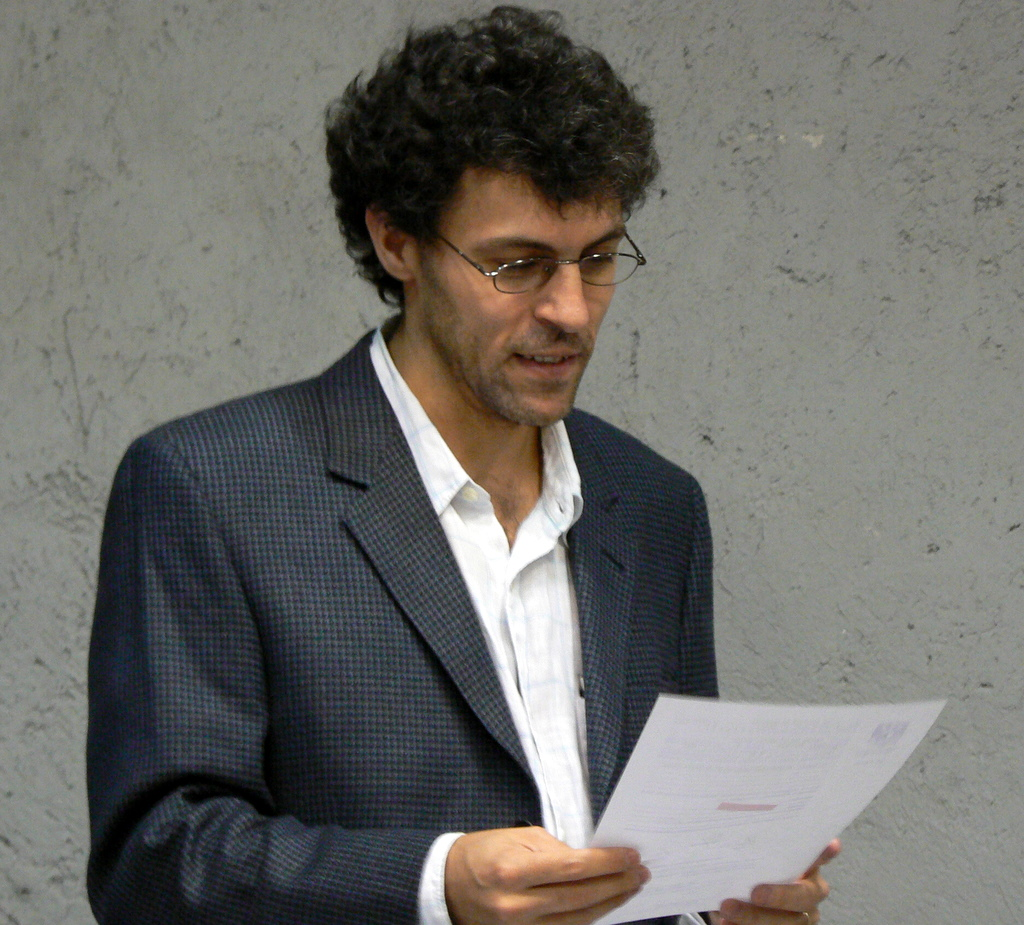
Miguel Alcubierre en 2008.

Miguel Alcubierre Moya (Ciudad de México, 28 de marzo de 1964) es un físico teórico mexicano que ha brindado importantes aportaciones a la relatividad general. Es conocido por haber desarrollado un modelo matemático (conocido como métrica de Alcubierre) que permitiría viajar más rápido que la luz sin violar la relatividad general, la cual sostiene que nada puede superar la velocidad de la luz.

## Vida personal
Miguel Alcubierre nació en Ciudad de México. Su padre, Miguel Alcubierre Ortiz, un refugiado español de origen aragonés, llegó a México cerca del final de la guerra civil española.
Alcubierre tiene tres hermanos menores, entre ellos la historiadora Beatriz Alcubierre Moya.
A la edad de 13 años, su padre le compró un pequeño telescopio y, junto con programas de ciencia ficción como Star Trek, lo motivaron a seguir hacia una carrera científica. A la edad de 15 años, después de haber leído «El desafío de las estrellas» de Patrick Moore y David Hardy, Alcubierre decidió que quería convertirse en astrónomo.
Alcubierre tiene cuatro hijos, la más joven, de su actual matrimonio con María Emilia Beyer.

## Vida académica
Estudió Física en la Facultad de Ciencias de la Universidad Nacional Autónoma de México. Alcubierre se trasladó a Gales en 1990 para estudiar en la Universidad de Cardiff, recibiendo su doctorado en 1994 a través del estudio de la relatividad numérica.
Fue nombrado Director del Instituto de Ciencias Nucleares de la Universidad Nacional Autónoma de México (UNAM) el 11 de junio de 2012.
El 14 de junio de 2016 Alcubierre fue reelegido como Director del Instituto de Ciencias Nucleares por cuatro años.
En sus últimos años como director ha apoyado proyectos del instituto en el área experimental, abriendo nuevas líneas de investigación (búsqueda directa de materia oscura, física de detectores, átomos fríos, etcétera).

## Empuje por curvatura
Alcubierre es sobre todo conocido por haber desarrollado la conocida como métrica de Alcubierre. Esta idea fue propuesta en el año 1994, volumen 11, número 5, de la revista científica Classical and Quantum Gravity bajo el nombre de "Empuje por curvatura: viaje hiperrápido dentro de la relatividad general".
Este "empuje por curvatura" se basa en un modelo matemático que permitiría viajar más rápido que la luz sin violar la relatividad general. En esta idea, construyó un modelo que podría transportar un volumen de espacio plano dentro de una "burbuja" de espacio curvo. Esta "burbuja", llamada espacio hiper-relativista local-dinámico, es impulsada por una expansión local del espacio-tiempo detrás de ella, y una contracción opuesta frente a ella, de modo que teóricamente la nave espacial se pondría en movimiento por las fuerzas generadas por el cambio realizado en el espacio-tiempo. Según cuenta el mismo Alcubierre, la idea se le ocurrió viendo la serie de ciencia ficción Star Trek.

## Publicaciones
- Introducción a la relatividad numérica 3 + 1 (Serie internacional de monografías sobre física, libro de bolsillo, 2012. ISBN 978-0199656158)
- Alcubierre, Miguel (1994). "The warp drive: hyper-fast travel within general relativity". Classical and Quantum Gravity. 11 (5): L73–L77. arXiv:gr-qc/0009013. Bibcode:1994CQGra..11L..73A. doi 10.1088/0264-9381/11/5/001. S2CID 4797900.